# Leosia (osada)
Leosia – mała osada w Polsce położona w województwie kujawsko-pomorskim, w powiecie świeckim, w gminie Drzycim związana z przystankiem kolejowym Leosia na linii kolejowej 208. Osada wchodzi w skład sołectwa Gródek. Poprzednio nosiła niemiecką nazwę Teufelstein (pol. Diabelski Kamień). 

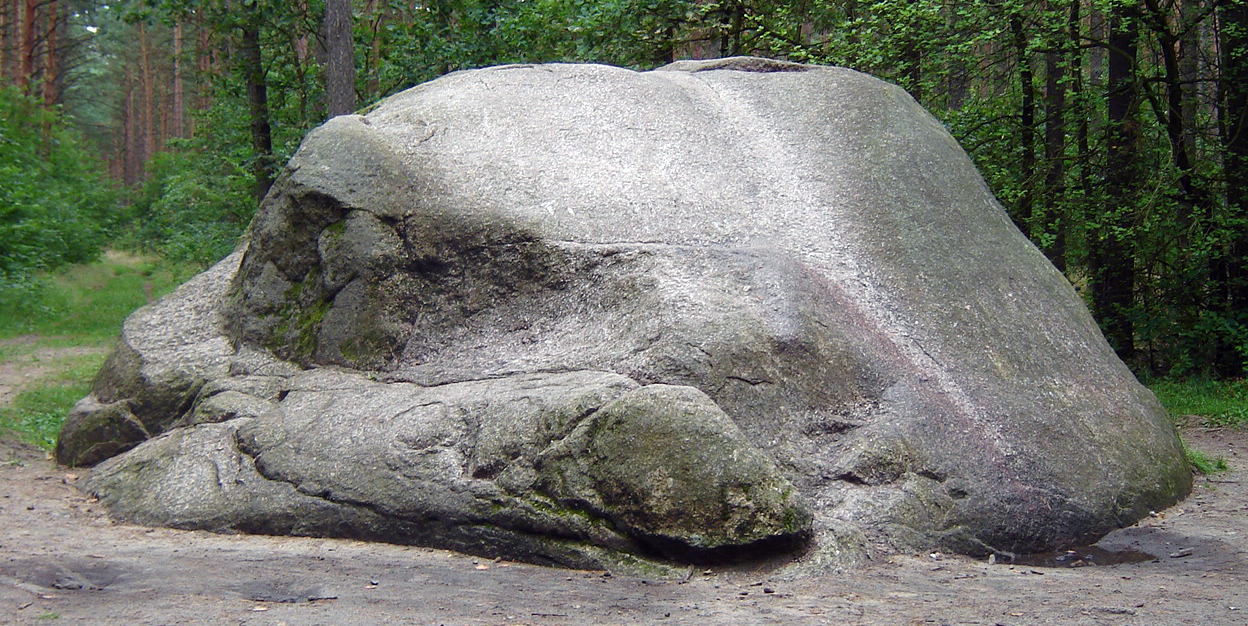
Kamień św. Wojciecha

Na wschód od Leosi znajduje się duży głaz narzutowy Kamień świętego Wojciecha, zwany również diabelcem (obwód 24,5m, wysokość 3.5m).
Znajdujący się nieopodal wsi wiadukt kolejowy został zrekonstruowany po zniszczeniach II wojny światowej.
W latach 1975–1998 miejscowość administracyjnie należała do województwa bydgoskiego.